# Arléa
Arléa est une maison d'édition française fondée en 1986. Elle dispose de sa propre collection de poche.
Arléa publie trente nouveaux titres chaque année, poche compris. Son catalogue comporte plus de mille titres : les grands classiques de l'Antiquité (qu'il s'agisse de textes grecs, latins, hébreux, sanskrits ou arabes), des premiers romans, des traductions contemporaines, des récits de voyage, quelques essais et livres d'histoire.

## Histoire
En 1983, Jean-Claude Guillebaud, directeur de collection aux éditions du Seuil, et Claude Pinganaud reprennent une librairie rue de l'Odéon, Les Fruits du Congo. Celle-ci est à l'origine de la maison d'édition fondée en 1986. Le nom est un mot-valise reprenant le nom des deux filles du couple Guillebaud : Ariane et Léa. Parmi les premiers livres publiés, deux romans et deux autobiographies, dont celle de Robert Guillain, correspondant de l'Agence France-Presse en Asie de 1937 à 1977.
En octobre 2004, l'entreprise fut rachetée par Desfossés International, filiale de LVMH,.
Le 15 juin 2025, le magazine professionnel Livres Hebdo annonce la nomination d'Anne Bourguignon, à la direction générale de la maison d'édition. Anne Bourguignon y est éditrice, depuis 1996, et a notamment créé les collections de littérature "La Rencontre", "Guide anachronique" ou en 2024, "Une Journée particulière".

## Prix littéraires
- Robert Guillain
  - Orient extrême : Prix Aujourd'hui 1986
- Etiemble
  - Prix du PEN club 1986, pour l’ensemble de son œuvre
- Pierre Veilletet
  - La Pension des nonnes : Prix François-Mauriac 1986
  - Mari-Barbola : Prix Jacques-Chardonne 1988
  - Querencia et autres lieux : Prix Maurice-Genevoix 1991
- Jean-Claude Guillebaud
  - Le Voyage à Keren : Prix Roger-Nimier 1988
- Sylvain Roumette
  - Lilith dans l'île : Prix de l'Astrolabe 1990
- Christophe Bataille
  - Annam : Prix du premier roman 1993 ; Prix des Deux-Magots 1994
- Arnaud Guillon
  - Écume Palace : Prix Roger-Nimier 2000
- Simon Leys
  - Les Naufragés du Batavia : Prix Guizot-Calvados 2004
- Marie Sizun
  - Le Père de la petite : Prix Librecourt 2008
  - La Femme de l'Allemand : Grand prix des lectrices de Elle 2008 ; Prix des Lecteurs du Télégramme 2008
  - Un léger déplacement : Prix des Bibliothèques pour tous ; Prix Charles-Exbrayat 2012
  - La Gouvernante suédoise : Prix Breizh / Prix Bretagne 2017
  - Vous n'avez pas vu Violette ? : Prix de la nouvelle 2018, de l’Académie française
- Hélène Gestern
  - Eux sur la photo : Prix René-Fallet 2012 ; Prix Prince-Pierre-de-Monaco, coup de cœur des lycéens 2012 ; Prix du premier roman de l'Université d'Artois 2012 ; Prix de l'Office central des bibliothèques 2012 ;
  - La Part du feu : Prix littéraire des lycéens d'Île-de-France 2014
  - Portrait d'après blessure : Prix Culture et bibliothèque pour tous 2015 ; Prix Erckmann-Chatrian 2015
  - L'Odeur de la forêt : Prix Feuille d'or de la ville de Nancy 2016
  - 555 : Grand prix RTL-Lire 2022
- Tidiane Diakité
  - Louis XIV et l’Afrique noire : Prix Cornevin de l’Académie des sciences d’Outremer 2013
- Nathalie Aumont
  - Consolation : Prix Prince-Pierre-de-Monaco, coup de cœur des lycéens 2014 ; Grand Prix Périgord de littérature 2014
- Michel Moutot
  - Ciel d'acier : Prix Gironde Nouvelles écritures 2015 ; Grand Prix du meilleur roman des lecteurs de Points 2016 ; Prix Cinélect 2016
- Serge Airoldi
  - Rose Hanoï : Prix Henri de Régnier 2017, de l’Académie française
- Stéphane Lambert
  - Avant Godot : Prix Roland de Jouvenel 2017, de l’Académie française
  - Visions de Goya : Prix André Malraux 2019
  - L'Apocalypse heureuse : Prix Victor Rossel 2022
- Jean-François Merle
  - Le Grand écrivain : Prix des Étudiants de l’Université Jean-Monnet 2018
- Jean-Marie Planes
  - Une vie de soleil : Prix Maurice Genevoix 2019, de l'Académie française